# Acanthognathus ocellatus
Acanthognathus ocellatus är en myrart som beskrevs av Mayr 1887. Acanthognathus ocellatus ingår i släktet Acanthognathus och familjen myror. Inga underarter finns listade i Catalogue of Life.

## Bildgalleri

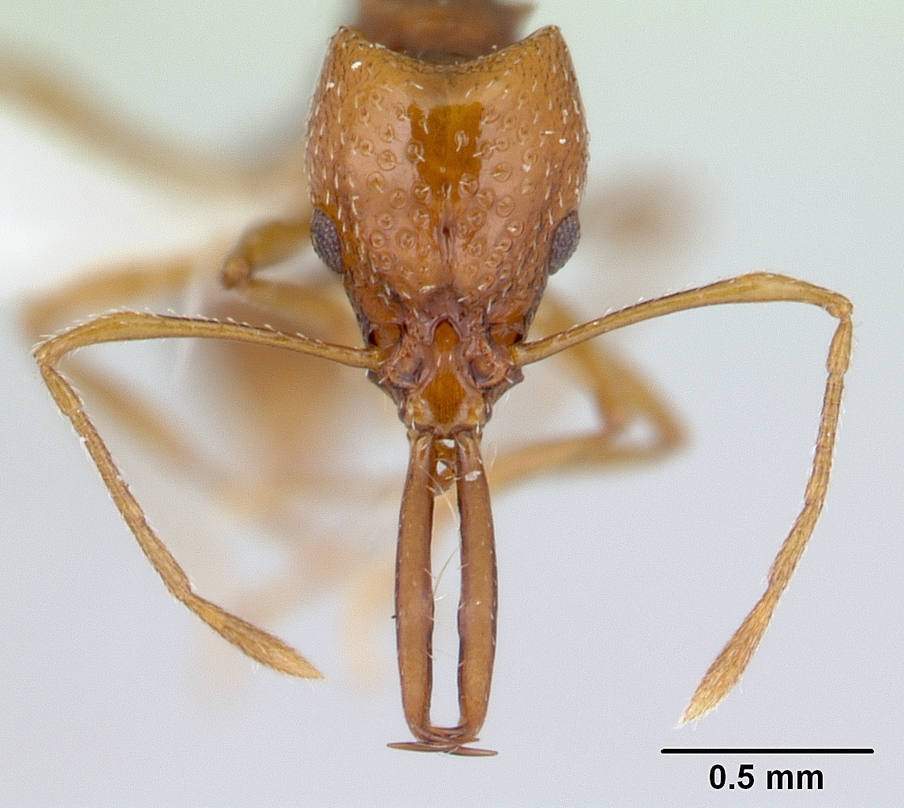
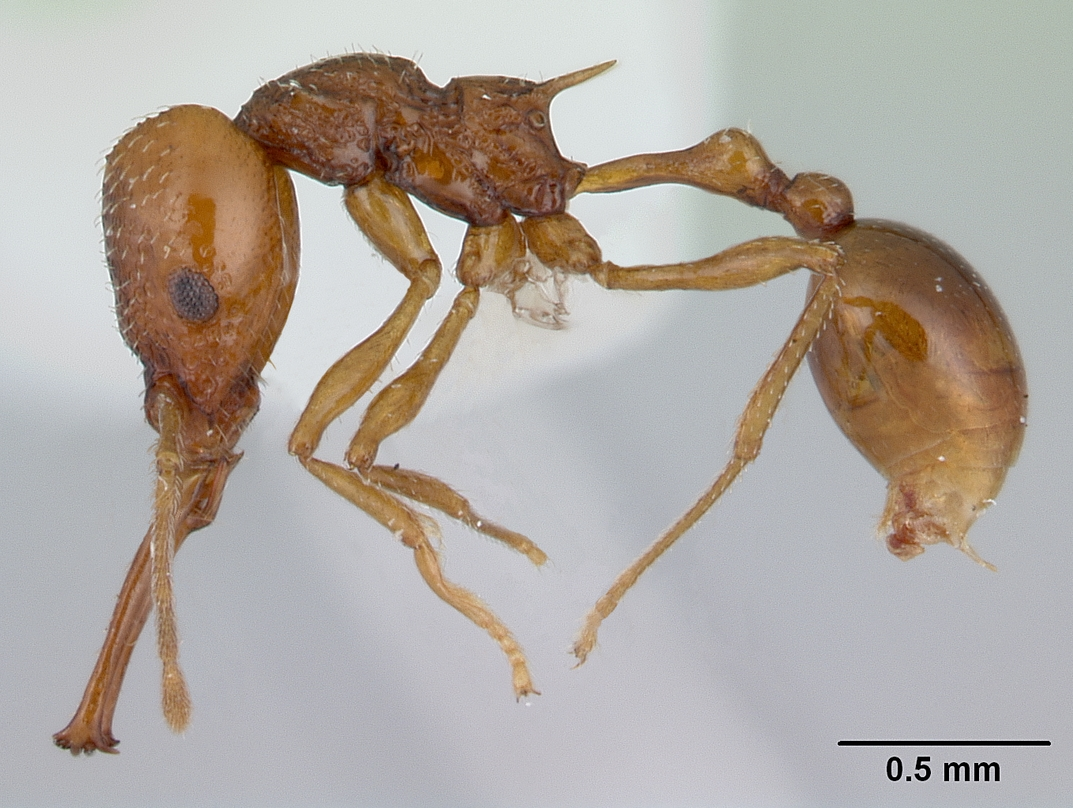